# Soundphreakers
Soundphreakers je slovenské drum and bassové duo z Bratislavy, které v roce 1997 založili dva producenti Nois a Neon.

## Hudební kariéra
V roce 1997 nahrála svůj první materiál, který sloužil jako podklad pro album Just Meat. Album bylo stylově různorodé a dalo základ jejich dalšímu hudebnímu směřování.
V roce 2000 se v klubu Uclub (dnes Subclube) začínaly hrávat jejich skladby a o dva roky později vydali v pořadí druhé album Notelles Sphere of Infection. Ve stejném roce zakládají drum and bassové vydavatelství Phreak da Sound, které sjednotilo a podporovalo drum and bassové scénu na Slovensku prostřednictvím hudebních výběrovek Remark the Silence . Tyto výběrovky poprvé představili veřejnosti producentská jména jako například Ear Drum Kru, Snippah, Destroyah, B-Complex, L Plus, Brooklyn, Reverb, Junkett, Touchwood a mnoho dalších.
V roce 2005 Soundphreakers začínají prezentovat hudební styl drum and bass širší veřejnosti. Do oběhu pouštějí třetí album Nu Breed pokřtěné anglickým producentem Loxym z vydavatelství Renegade Hardware, který je vůbec prvním slovenským drum and bassové albem. Rádio FM ho prohlašuje za album týdne, skladba „Just“ feat. Dada se drží několik týdnů na prvních příčkách v hitparádách Slovak Gold  a TOP FM , dostává se do b-rotace Rádia FM  a akademie populární hudby IFPI (Mezinárodní federace hudebního průmyslu) jej řadí na několik týdnů mezi deset nejprodávanějších alb na Slovensku. Tím si vysloužilo místo v prestižní anketě Aurel 2006 – jako jediné drum and bassové album v kategorii alternativní hudba. Společně s albem vychází první slovenský drum and bassový videoklip ke skladbě „Just“ feat. Dada , který odvysílala komerční televize Markíza a hudební televize MusicBox. V roce 2009 oceňuje internetové médium Dnb.sk v rámci ankety Slovak Drum and bass Awards 2008 formaci Soundphreakers a jejich skladbu „Terrorist“ v kategoriích Nejlepší slovenský producent a Nejlepší slovenský track.
V roce 2009 ohlásila formace Soundphreakers přípravu nového alba s názvem Empire East.
Během dosavadního působení se Soundphreakers představili na mnoha akcích nejen u nás, ale i v zahraničí. Zahráli si například jako headlineři v kolébce drum & bassu ve Spojeném království a vydali několik skladeb v digitálních vydavatelstvích Special Records nebo Schyzo Records. Nová produkce od Soundphreakers se hraje s výraznou odezvou i v zahraničních rádiích (Leith FM, Bassdrive, Shedbass, Reputation FM, Barebass, ... atd.).[zdroj?]

## Členové skupiny
- Nois, producent
- Neon, producent

## Diskografie

### Oficiální alba
- 1998 - Just Meat
- 2002 - Notelles Sphere of Infection
- 2005 - Nu Breed
- 2009 - Empire East

### Kompilace
- 2001 - Globtel CD IN 03
- 2002 - Syvelleve | v2.0
- 2002 - Remark the Silence 1
- 2003 - Remark the Silence 2
- 2003 - Orange CD IN 08
- 2003 - Orange CD IN 09
- 2003 - Slovenský Electro Yanoshik
- 2004 - Remark the Silence 3
- 2005 - Summer of Love Greatest Hits
- 2007 - Break4Beats Tuning vol. 1
- 2009 - Fankel Faka (remixes)
- 2009 - Dot Sk

### Videoklipy
- 2006 - „Just“ feat. Dada / Režie: Juraj Krásnohorský, Účinkují: Hana Lasicová, Nois, Neon; Místo: Rusovce